# محمد بن سعيد الشريفي
محمد بن سعيد شريفي و الملقب بشيخ الخطاطين ولد عام 1935 أحد أشهر الخطاطين في الجزائر والعالم العربي، فقد عرف بكتابته للمصحف الشريف، وبتصميم العملات النقدية الجزائرية، وتتلمذ على أيدي كبار الخطاطين المصريين والأتراك، وحاز العديد من الجوائز والتكريمات محليا وعربيا.

## تاريخ
هو الدكتور محمد بن سعيد بن بالحاج بن عدّون بن الحاج عمر الشريفي. وُلد بالقرارة، ولاية غرداية، ليلة الأحد 29 صفر 1345هـ، أول يونيو 1935م. يعمل كمدرس الخط العربي بالمدرسة العليا للفنون الجميلة (الجزائر) بالجزائر العاصمة منذ سنة 1964م.
اقترن اسمه بكتابة المصاحف الشريفة وتصميم العملات النقدية، ورسم شهادات التعليم العالي والبحث العلمي. أجازه كل من الخطاط المصري سيد إبراهيم والخطاط التركي حامد الآمدي. نال شهادة خطاط من مدرسة تحسين الخطوط العربية بالقاهرة، ليواصل مشواره الفني غداة الاستقلال كأستاذ في المدرسة الوطنية للفنون الجميلة بالجزائر إلى يومنا هذا.

## الدراسة
- مدرسة الحياة الابتدائية، القرارة.
- استظهر القرآن الكريم ليلة الجمعة 17 ذو القعدة 1371هـ 8 أغسطس 1951م.
- تخرج في معهد الحياة الثانوي، بالقرارة، يونيو 1956م.
- شهادة خطاط من مدرسة تحسين الخطوط العربية (4 سنوات) القاهرة 1962م.
- إجازة في الخط العربي من الأستاذ سيد إبراهيم. القاهرة 1383هـ – 1962م.
- بكالوريوس من كلية الفنون الجميلة، قسم الحفر (5 سنوات) القاهرة 1963م.

موضوع مشروع التخرج: مساجد القاهرة.
- إجازة في الخط من الأستاذ حامد الآمدي، استانبول رمضان 1389هـ ديسمبر 1969م.
- شهادة في التخصص في الخط والتذهيب من مدرسة تحسين الخطوط العربية (سنتان) القاهرة 1970م.
- دبلوم في الفن الحديث، جامعة الجزائر سنة 1971م.
- شهادة الدكتوراه (الدور الثالث) في تاريخ الفن الإسلامي.

## موضوع البحث
- خطوط المصاحف عن المشارقة والمغاربة، من القرن الرابع إلى العاشر الهجري، جامعة الجزائر 2 يوليو تقدير جيد جدًا، طبع 1982م الجزائر.
- شهادة دكتوراه الدولة في التاريخ الإسلامي.

## بحث
اللوحات الخطية في الفن العربي، بخط الثلث الجلي ،جامعة الجزائر، 24 يونيو 1997م، تقدير مشرّف جدًا.

## المصاحف الشريفة
- كتب المصاحف الشريفة والأجزاء الآتية:
- جزء عم، سنة 1389هـ بالجزائر، رواية ورش عن نافع، مسطرته 13 سطرًا، 31 صفحة، طبع ونشر المطبعة العربية، الجزائر 1393هـ.
- جزء قد سمع، سنة 1396هـ، بالجزائر، رواية ورش، 13 سطرًا، 81 صفحة، طبع الشركة الوطنية للنشر والتوزيع، الجزائر.
- المصحف الأول، سنة 1398هـ، بالقرارة، رواية ورش 15 سطرًا، 607 صفحة، طبع الشركة الوطنية للنشر والتوزيع، الطبعات التالية، من طبع ونشر المؤسسة الوطنية للفنون المطبعية ،الجزائر 1399هـ.
- المصحف الثاني، سنة 1403هـ، بالجزائر، رواية ورش، 13 سطرًا، 707 صفحة، نشر دار الغرب الإسلامي ،بيروت 1408هـ، الطبعات التالية من نشر، دار ابن كثير ودار القادري، دمشق وبيروت 1416هـ.
- حزب سبحّ، مع شرح موجز لمفرداته ومعانيه، الجزائر سنة 1406هـ، رواية ورش، 13 سطرًا، 43 صفحة، طبع المؤسسة الوطنية للنشر والإشهار الرويبة، الجزائر 1987م، نشر المكتبة العربية.
- جز عم، مع شرح موجز لمفرداته ومعانيه، الجزائر سنة 1409هـ، رواية ورش، 13 سطرًا، 73 صفحة، كتب شرح الحزبين، شقيقه الأستاذ بالحاج بن سعيد شريفي، معهد العلوم لإسلامية، جامعة الجزائر، طبع المؤسسة الوطنية للنشر والإشهار، الجزائر، نشر المكتبة العربية.
- المصحف الثالث، سنة 1411هـ، بالقرارة، رواية حفص عن عاصم، 13 سطرًا، 707 صفحة.

## شهادات تقديرية
- مُنحَ شهادة تقدير من رئيس الجمهورية الجزائرية في الذكرى الخامسة والعشرين لاسترجاع الاستقلال والسيادة الوطنية، الجزائر 1987م.
- مُنحَ جائزة تقديرية في مهرجان بغداد العالمي للخط العربي والزخرفة الإسلامية رمضان 1408هـ، أبريل 1988م.
- مُنحَ جائزة تقديرية في مهرجان بغداد العالمي الثاني للخط العربي والزخرفة الإسلامية، بغداد، ذو القعدة 1413هـ، أبريل 1993م.
- منح جائزة درع محبرة التراث.[2]

## مهمات فنية
عضو هيئة التحكيم لمسابقة مصحف قطر

## وصلات خارجية
- محمد بن سعيد شريفي: الخط العربي لا يعيش أزمة